# Liste der Direktoren der Berliner Bauakademie
Die Liste der Direktoren der Berliner Bauakademie führt alle Personen auf, die Direktor oder Mitglied der Akademischen Deputation der Berliner Bauakademie waren.
| von  | bis  | Name                                                                             | Titel                                    | Bemerkungen |
| ---- | ---- | -------------------------------------------------------------------------------- | ---------------------------------------- | --- |
| 1799 | 1802 | Friedrich Becherer, Johann Albert Eytelwein, Heinrich August Riedel, David Gilly | Direktor                                 | Es gab ein Direktorium bestehend aus vier Mitgliedern. Der Vorsitz wechselte jährlich. Becherer war der erste Präsident des Direktoriums der Bauakademie. |
| 1802 | 1809 | Johann Peter Morgenländer                                                        | Vorsitzender der Akademischen Deputation | Weitere Mitglieder der Akademischen Deputation: Friedrich Becherer, Johann Albert Eytelwein, Heinrich August Riedel, David Gilly (bis 1808)               |
| 1809 | 1815 | Johann Christoph Frisch                                                          | Direktor                                 | |
| 1816 | 1824 | Johann Gottfried Schadow                                                         | Direktor                                 | |
| 1824 | 1830 | Johann Albert Eytelwein                                                          | Direktor                                 | |
| 1831 | 1845 | Christian Peter Wilhelm Beuth                                                    | Direktor                                 | |
| 1845 | 1848 | Adolf von Pommer Esche                                                           | Direktor                                 | |
| 1848 | 1848 | Johann Carl Ludwig Schmid                                                        | Direktor                                 | |
| 1848 | 1849 | Carl Ferdinand Busse, Gotthilf Heinrich Ludwig Hagen, August Severin             |                                          | Die Leitung oblag einem Dreiergremium |
| 1849 | 1855 | Carl Ferdinand Busse, Emil Hermann Hartwich, Friedrich August Stüler             | Direktor                                 | Die Leitung oblag einem Dreierdirektorium |
| 1856 | 1858 | Carl Ferdinand Busse, Wilhelm Hübener, Friedrich August Stüler                   | Direktor                                 | Die Leitung oblag einem Dreierdirektorium |
| 1859 | 1866 | Carl Ferdinand Busse, Carl Lentze, Friedrich August Stüler                       | Direktor                                 | Die Leitung oblag einem Dreierdirektorium |
| 1866 | 1873 | Friedrich Grund, Wilhelm Salzenberg                                              | Direktor                                 | Die Leitung oblag einem Zweierdirektorium |
| 1873 | 1877 | Richard Lucae                                                                    | Direktor                                 | |
| 1877 |      | Gotthilf Heinrich Ludwig Hagen                                                   | kommissarischer Direktor                 | |
| 1877 | 1879 | Hermann Wiebe                                                                    | Direktor                                 | Letzter Direktor vor der Verschmelzung der Bauakademie mit der Gewerbeakademie zur Technischen Hochschule                                                 |